# Aber Benoît
Der Aber Benoît (bretonisch Aber Benniged) ist ein Fluss in Frankreich, der im Département Finistère in der Region Bretagne verläuft und in seinem Mündungsabschnitt über mehrere Kilometer eine Ria bildet. Der Aber entspringt im Gemeindegebiet von Saint-Divy nördlich der Rade de Brest, entwässert in nordwestlicher Richtung und mündet nach rund 31 Kilometern zwischen Saint-Pabu und Landéda in den Ärmelkanal. Im Mündungsabschnitt wird der Aber Benoît bereits von den Gezeiten beeinflusst. Dieser Abschnitt ist rund 12 km lang und weist eine Oberfläche von 174 km² auf. In seinem Verlauf trennt er das Pays de Léon in das Haut Léon (östlich) und das Bas Léon (westlich). Zusammen mit dem Aber Ildut und dem Aber Wrac’h ist der Aber Namensgeber für die Côte des Abers.

## Orte am Fluss
- Kersaint-Plabennec
- Plouvien
- Lannilis
- Tréglonou
- Saint-Pabu

## Sehenswürdigkeiten
Von der Vielzahl an Mühlen sind nur noch wenige erhalten geblieben.
- Kapelle von Loc-Majan (1771)
- Menhir von Lannoulouarn